# Moll Davis
Moll Davis   (Westminster, 1648 - Londres, 1708) va ser una animadora i cortesana, cantant i actriu del segle xvii que es va convertir en una de les moltes meretrius del rei Carles II d'Anglaterra.

## Biografia
Davis va néixer cap a 1648 a Westminster i va dir d'ella Samuel Pepys, el famós diarista, que era "a bastard of Collonell Howard, my Lord Barkeshire"
 - significant probablement a Thomas Howard, tercer comte de Berkshire, tot i que el seu progenitor també s'ha atribuït al germà gran de Thomas Charles, el segon comte.
Durant els primers anys 1660 va ser actriu a la "Duke's Theatre Company" i va anar a bord amb el director de la companyia, Sir William Davenant.
Es va convertir en una cantant, ballarina i còmica popular, però l'esposa de Pepys la va anomenar "la puta més impertinent del món". Va ser una animadora i cortesana, cantant i actriu del segle xvii que es va convertir en una de les moltes meretrius del rei Carles II.

## Meretriu Reial
Davis va conèixer el rei Carles II en un teatre o una cafeteria cap al 1667.
Va dispersar la riquesa que va adquirir amb la seva associació amb Carles, i va guanyar una reputació de vulgaritat i cobdícia. Va mostrar el seu "poderós i molt fi valedor" (Pepys): i un anell per valor de 600 £, en aquells dies una gran quantitat.
Davis va abandonar l'escenari el 1668 i el 1669 va tenir una filla de Carles, Lady Mary Tudor, que es va fer famosa per dret propi. Més tard, Carles va acomiadar Moll, possiblement a causa d'una certa cancellera Nell Gwyn, un gran rival entre les aficions del rei. Malgrat tot, Davis no va restar amb les mans buides: Carles li va concedir una pensió anual de per vida de £ 1.000. El gener del 1667–68, Pepys va assenyalar que el rei havia moblat una casa per a Moll Davis, l'actriu, "al carrer Suffolke més ricament, la qual cosa és una vergonya més infinita". En aquest moment, aquest carrer pertanyia a James Howard, tercer comte de Suffolk i 3r Lord de Walden, nebot de Thomas Howard, el pare natural de Moll. Mary Davis apareix als llibres de tipus per a 1672-3, però no abans.
Com a actriu i dama de la societat, va ser objecte de retrats de l'artista de moda, Sir Peter Lely.

## Casa a Saint James Square
A l'octubre de 1673, Davis va comprar una casa nova a la plaça de Saint James als administradors per a Edward Shaw, pagant 1800 £. "Madam Davis" apareix per primera vegada al quadern de notes de l'any 1675 i apareix per última vegada el 1687. Aquesta casa (revisada per John Soane el 1799) era gairebé quadrada i tenia tres plantes, cadascuna amb quatre espaiats, finestres, totes vestides amb un ampli arquitrau i cornisa. La sala de l'escala es trobava al sud d'una gran sala al davant, i dues habitacions més petites i una escala secundària a la part posterior. Hi havia una gran paret creuada, que contenia les xemeneies de les habitacions posteriors. Ara hauria estat el número 22, la plaça de Saint James, si hagués sobreviscut. Va ser enderrocada el 1847 per donar lloc a una nova casa de clubs per a l'Exèrcit i la Marina Club, havent sobreviscut més temps que cap altra de les altres cases originals de la plaça.

## Matrimoni
Al desembre de 1686, Davis es va casar amb el músic i compositor francès Jacques Paisible (vers 1656-1721), membre de la música privada de Jaume II.
Sir George Etherege va escriure amb menyspreu el matrimoni: "La senyora Davies ha donat constància de la gran passió que sempre va tenir per la música, i amb Monsieur Peasible té un altre baix que el que li tocava".
Els Paisibles es van unir a la cort de Jaume II a l'exili a St Germain-en-Laye, però el 1693 va tornar a Anglaterra, on Paisible es va convertir en compositor del príncep Jordi de Dinamarca, el marit de la princesa Anna, hereva del tron.